# Liga Latina
A Liga Latina (aprox. século VII a.C. - 338 a.C.) foi uma confederação de aproximadamente 30 aldeias e tribos latinas, próximas da antiga Roma, organizada para assegurar sua mútua defesa.
O termo "Liga Latina" foi um cunhado por historiadores modernos, e não tem correspondência precisa em latim. 

## História

### Criação da Liga Latina
A Liga Latina foi originalmente fundada sob a liderança de Alba Longa, para garantir proteção a seus membros contra os inimigos das áreas vizinhas. Durante o século VI a.C., os reis etruscos trataram de estabelecer seu domínio sobre a cidade latina de Arícia, mas a atuação da Liga evitou a invasão etrusca.
A República Romana, em seus primórdios, formou uma aliança com a Liga Latina em 493 a.C.. De acordo com a tradição romana, este tratado (Tratado de Cássio, foedus Cassianum) foi firmado após uma vitória romana sobre a liga na Batalha do Lago Regilo. O tratado garantia que Roma e a Liga Latina compartilhariam a pilhagem de suas conquistas militares (o que foi, mais tarde, um dos motivos para a Guerra Latina de 341 a 338 a.C.). Também estabelecia que qualquer campanha militar conjunta seria comandada por generais romanos. Esta aliança ajudou Roma a repelir os ataques dos équos e dos volscos, tribos nômades dos montes Apeninos. Entretanto, não está claro se os latinos aceitaram Roma como mais um de seus membros ou se o tratado foi firmado entre o Estado romano e a Liga Latina em pé de igualdade.

### Domínio romano sobre a liga
O poder de Roma, cada vez maior, conduziu gradualmente ao seu domínio sobre a liga. A renovação do tratado original em 358 a.C. estabeleceu formalmente a liderança de Roma, e acabou desencadeando a Guerra Latina (343 - 338 a.C.). Após a vitória de Roma, a liga foi dissolvida. Com o término da Liga Latina, Roma rebatizou as cidades latinas como municipiae e estabeleceu colônias de cidadãos romanos nelas (coloniae). Isto significou que as cidades latinas foram, desde esse momento, dirigidas por Roma.

## Membros
- Lavínio
- Palestrina
- Túsculo
- Norba
- Lanúvio
- Arícia
- Labici
- Sátrico
- Setia
- Bovila

No ano de 359 a.C., Tibur (atual Tívoli) foi reintegrada à Liga Latina. Preneste (atual Palestrina), Nomento (atual Mentana), Pedo foram obrigadas a ingressar na Liga entre 358 e 354 a.C.